# Campionato di calcio della Repubblica Socialista Sovietica d'Estonia 1986
Il Campionato di calcio della Repubblica Socialista Sovietica d'Estonia 1986 era la massima divisione del campionato estone ed era un campionato regionale sovietico. La vittoria finale andò allo  Zvezda Tallinn che vinse il primo titolo della sua storia.

## Formula
Era formato da dodici squadre: ogni formazione si incontrava le altre in gironi di andata e ritorno, per un totale di 22 incontri. Erano previsti due punti per la vittoria e uno per il pareggio. 

## Classifica finale
|    | Classifica finale          | G  | V  | N | P  | GF | GS | Dif | Pt |
| -- | -------------------------- | -- | -- | - | -- | -- | -- | --- | -- |
| 1  | Zvezda Tallinn             | 22 | 18 | 4 | 0  | 56 | 16 | +40 | 40 |
| 2  | Norma Tallinn              | 22 | 15 | 3 | 4  | 67 | 32 | +45 | 33 |
| 3  | Tempo Tallinn              | 22 | 12 | 8 | 2  | 51 | 24 | +27 | 32 |
| 4  | Estonia Jõhvi Kohtla-Järve | 22 | 12 | 5 | 5  | 36 | 25 | +11 | 29 |
| 5  | Kalakombinaat-MEK Pärnu    | 22 | 11 | 4 | 7  | 54 | 37 | +17 | 26 |
| 6  | Keemik Kohtla-Järve        | 22 | 11 | 4 | 7  | 53 | 29 | +14 | 26 |
| 7  | Elektrotehnik Tallinn      | 22 | 9  | 4 | 9  | 34 | 31 | +3  | 22 |
| 8  | RMT Kohtla-Järve           | 22 | 6  | 6 | 10 | 24 | 43 | -19 | 18 |
| 9  | Kalev Sillamäe             | 22 | 6  | 5 | 11 | 26 | 43 | -17 | 17 |
| 10 | VFK Viljandi               | 22 | 4  | 3 | 15 | 31 | 44 | -13 | 11 |
| 11 | KEK Pärnu                  | 22 | 2  | 2 | 18 | 16 | 69 | -53 | 6  |
| 12 | KK Majak Tallinn           | 22 | 2  | 0 | 20 | 16 | 71 | -55 | 4  |

G = Partite giocate; V = Vittorie; N = Nulle/Pareggi; P = Perse; GF = Goal fatti; GS = Goal subiti; Dif = differenza reti; 